# I Hate This Part
I Hate This Part è il doppio secondo singolo estratto dal secondo album in studio delle Pussycat Dolls, Doll Domination, ed è stato pubblicato il 21 ottobre 2008. Il video è stato pubblicato il 10 ottobre. Il videoclip è entrato a far parte degli MTV Europe Music Awards del 2008. Dopo la pubblicazione del brano sono sorte delle discussioni riguardo a dei problemi di Effetto Larsen al minuto 1:08.

## Video
Il video è stato girato da Joseph Kahn (stesso regista della hit "When I grow up"). Le riprese sono iniziate il 28 settembre (giorno del compleanno della Doll Melody Thornton). Sono stati pubblicati due dietro le quinte: è stato girato nel deserto ed è stato premiato il 10 ottobre 2008.
Il video si apre con l'immagine di un libro con sopra delle foglie autunnali che volano al vento e Nicole che suona il piano. All'inizio del primo ritornello la scena si sposta sulla strada dove le Dolls camminano lasciandosi alle spalle una macchina guasta; nel frattempo Nicole canta da sola nel deserto mentre Jessica cerca un passaggio con la sua bandana. Nel secondo ritornello le ragazze sono di nuovo tutte insieme ma questa volta danzano sulla sabbia.
In seguito vengono di nuovo mostrate tutte con diversi elementi nel deserto: Nicole di fronte alla macchina guasta con un lupo, Jessica su di un flipper, Ashley cammina in un parcheggio con in mano un pupazzo a forma di elefante, Melody con un fiore, e Kimberly è seduta dentro un camion. Nella parte centrale Nicole canta mentre una tempesta è in arrivo. Dopo le ragazze sono di nuovo insieme, e ballano sotto la pioggia. Il video finisce con uno scoppio di emozioni. L'ultima scena mostra Nicole che suona al piano e una farfalla sulla mano.

## Classifiche
| Classifica (2008/2009)             | Posizione massima |
| ---------------------------------- | ----------------- |
| Australia                          | 10                |
| Austria                            | 7                 |
| Belgio                             | 2                 |
| Canada                             | 5                 |
| Danimarca                          | 15                |
| Europa                             | 4                 |
| Finlandia                          | 19                |
| Francia                            | 3                 |
| Germania                           | 12                |
| Giappone                           | 20                |
| Irlanda                            | 9                 |
| Norvegia                           | 16                |
| Paesi Bassi                        | 53                |
| Nuova Zelanda                      | 9                 |
| Regno Unito                        | 12                |
| Repubblica Ceca                    | 3                 |
| Romania                            | 1                 |
| Russia                             | 30                |
| Svizzera                           | 9                 |
| U.S. Billboard Hot 100             | 11                |
| U.S. Billboard Pop 100             | 10                |
| U.S. Billboard Hot Dance Club Play | 1                 |